# Venustiano Carranza (Mexico)
Pour les articles homonymes, voir Venustiano Carranza (homonymie) et Carranza.
Venustiano Carranza est l'une des seize divisions territoriales (demarcaciones territoriales) de Mexico au Mexique. Son siège est Jardín Balbuena.

## Géographie

### Situation
Venustiano Carranza s'étend sur 33,42 km2 dans le centre-est de Mexico, dont elle représente 2,24 % du territoire. Elle compte 2 290 blocs et 80 quartiers officiellement désignés. Elle est limitrophe de Gustavo A. Madero au nord, Iztacalco au sud et Cuauhtémoc à l'ouest, ainsi que de la municipalité de Nezahualcóyotl à l'est, située dans l'État de Mexico.

## Dénomination
Elle porte le nom de Venustiano Carranza (1859-1920), homme politique et président du Mexique de 1915 à 1920.